# Gwoździec (województwo podkarpackie)
Gwoździec – wieś w Polsce, położona w województwie podkarpackim, w powiecie stalowowolskim, w gminie Bojanów.
W okresie od 1 sierpnia 1934 roku do 1 stycznia 1951 miejscowość należała do gminy Stany, przekształconej później w gminę Bojanów.
W latach 1975–1998 miejscowość administracyjnie należała do województwa tarnobrzeskiego.

## Integralne części wsi
| SIMC    | Nazwa  | Rodzaj    |
| ------- | ------ | --------- |
| 0788850 | Piachy | część wsi |
| 0788867 | Piaski | część wsi |

## Rys historyczny
Początków miejscowości należy szukać w XVIII i XIX wieku, kiedy to osady drwali, popielarzy, smolarzy, maziarzy, bartników, potażników oraz osiedla wokół małych rudników, hut i kuźnic mieszczących się w tym rejonie zaczęły się przekształcać w wioski. W czasie II wojny światowej miejscowość została wysiedlona i zrównana z ziemią.
Obecnie na terenie miejscowości znajduje się szkoła podstawowa, boisko do piłki nożnej, plac zabaw i biblioteka mieszcząca się w remizie OSP.

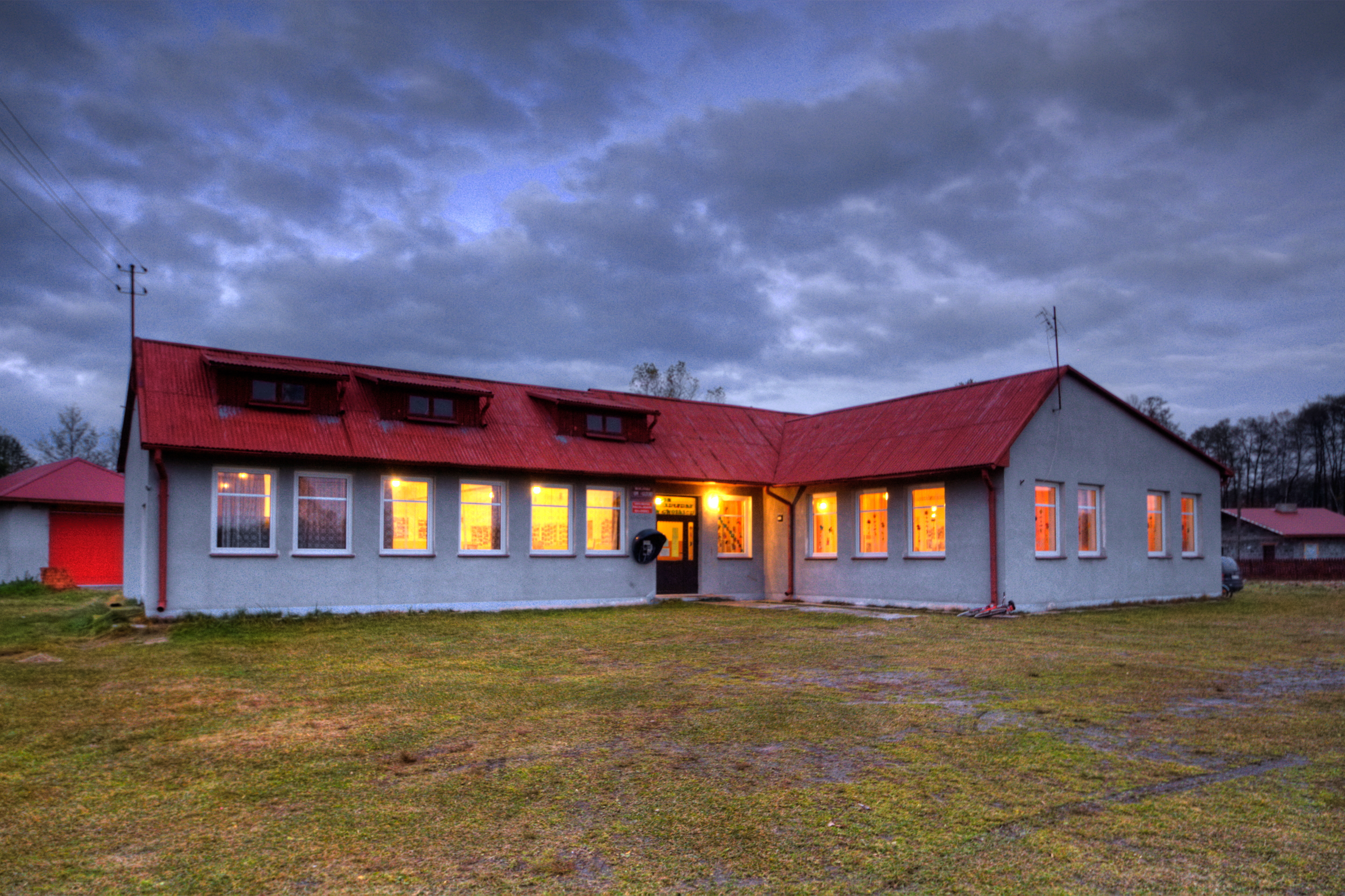
Remiza OSP Gwoździec